# Wassili Maximowitsch Maximow

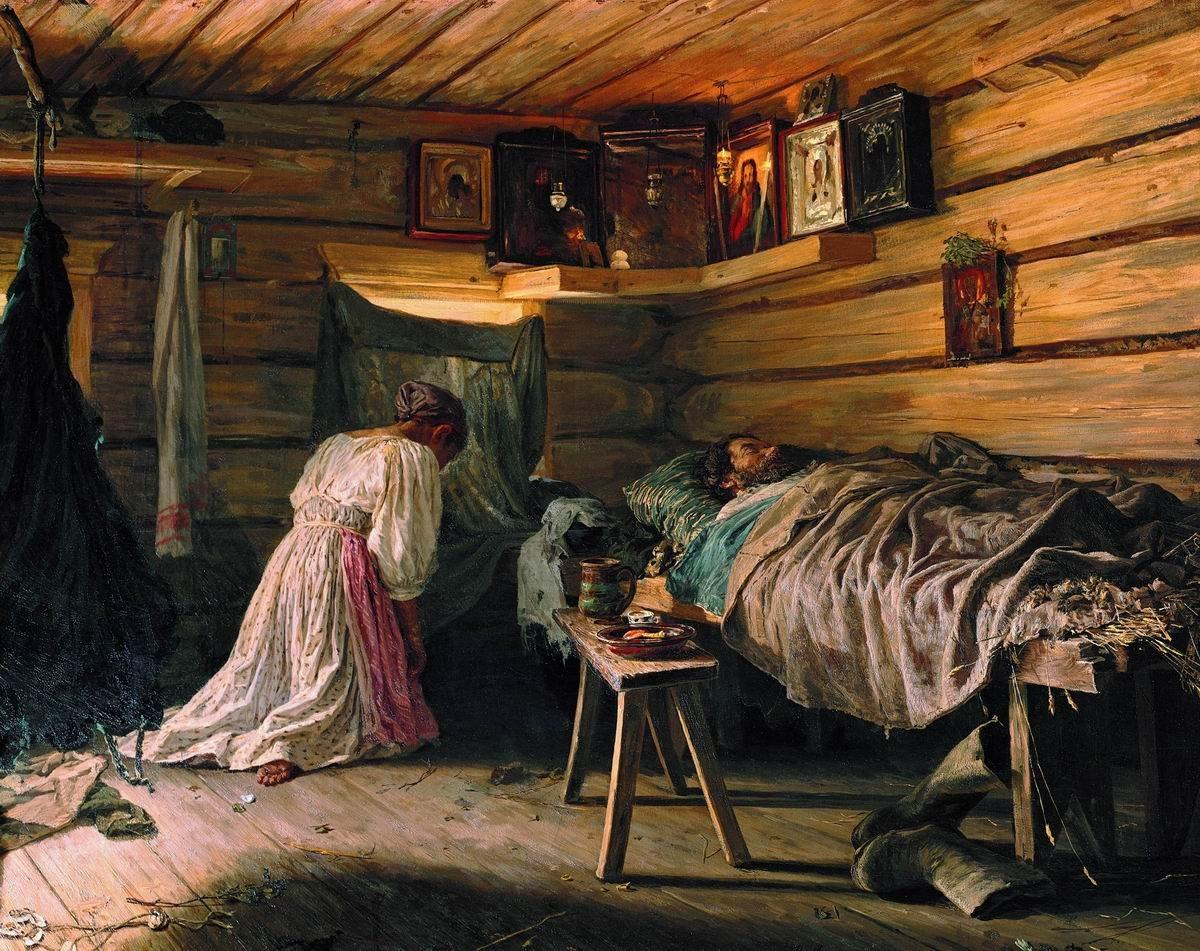
Kranker Mann, 1881

Wassili Maximowitsch Maximow (russisch Василий Максимович Максимов, wiss. Transliteration Vasilij Maksimovič Maksimov; * 17. Januarjul. / 29. Januar 1844greg. in Lopino in der Nähe von Nowaja Ladoga; † 18. Novemberjul. / 1. Dezember 1911greg. in Sankt Petersburg) war ein russischer Maler.

## Werdegang
Maximow wuchs in einer Bauernfamilie auf. Schon früh wurde er in die Lehre eines Ikonenmalers gegeben, wo er die ersten Schritte im Fach Malerei erlernte. 1863 trat er in die Petersburger Kunstakademie als Gasthörer ein. Sein Gemälde Das kranke Kind (Больное дитя) aus dem Jahr 1864 wurde von der Akademie ausgezeichnet. Zwei Jahre später verließ er die Petersburger Kunstakademie. Im Gouvernement Twer wurde er Hauslehrer.
Eine Reise an die Wolga schloss sich in der Folgezeit an, in deren Verlauf Maximow sich intensiv mit dem Leben des Volkes und den bäuerlichen Traditionen in dieser Region beschäftigte. In dieser Zeit entstand sein Gemälde Babuschkiny Skasky (Бабушкины сказки), das von Pawel Tretjakow erworben wurde. Ein weiteres Werk aus dieser Zeit war Die Ankunft des Zauberers auf der Bauernhochzeit (Приход колдуна на крестьянскую свадьбу).
In den 1870er und 1880er Jahren schuf Maximow eine Reihe von Gemälden, die das Leben der armen Landbevölkerung zum Inhalt hatte. Er nahm mit seinen Werken teil an der ersten Wanderausstellung der Peredwischniki und wurde im November 1872 Mitglied dieser Vereinigung. Er verstarb 1911 in Sankt Petersburg.
Einmalig in der Geschichte der russischen Malerei nimmt Maximow einen bleibenden Platz als „Geschichtsschreiber“ des volkstümlichen Lebens Russlands ein.

## Werke (Auswahl)
- Karges Abendessen (Бедный ужин) (1879)
- Geliehenes Brot (Заем хлеба) (1882)
- Der blinde Wirt (Слепой хозяин) (1884)
- Alles Vergangene (Всё в прошлом") (1889)
- Die böse Schwiegermutter (Лихая свекровь) (1893)